# Forma dwuliniowa
Forma dwuliniowa albo funkcjonał dwuliniowy – przekształcenie dwuliniowe danej przestrzeni liniowej w ciało jej skalarów, czyli dwuargumentowy funkcjonał, który jest liniowy ze względu na oba parametry. Studiowanie form dwuliniowych sprowadza się do badania wyniku utożsamienia danej przestrzeni liniowej z przestrzenią dualną do niej; różne utożsamienia wprowadzają różne geometrie na rozpatrywanej przestrzeni liniowej: w szczególności przestrzenie liniowe z wyróżnioną dodatnio określoną, symetryczną formą dwuliniową tworzą przestrzeń unitarną (tzn. przestrzeń liniową z wyróżnionym iloczynem skalarnym). Uogólnieniem form dwuliniowych są formy wieloliniowe.
Artykuł traktuje o formach, której argumenty należą do jednej przestrzeni; formy określone na dowolnej ich parze opisano w artykule o parze dualnej.

## Definicja formy dwuliniowej
Niech {\displaystyle V} będzie przestrzenią liniową nad ciałem {\displaystyle K.}
Przekształcenie {\displaystyle B\colon V\times V\to K} nazywa się formą dwuliniową (funkcjonałem dwuliniowym) na {\displaystyle V,} jeżeli jest:
- liniowe ze względu na pierwszą zmienną, tzn. addytywne i jednorodne względem pierwszego argumentu
{\displaystyle B(\mathbf {x} +\mathbf {y} ,\mathbf {z} )=B(\mathbf {x} ,\mathbf {z} )+B(\mathbf {y} ,\mathbf {z} )}
oraz
{\displaystyle B(c\,\mathbf {x} ,\mathbf {y} )=c\,B(\mathbf {x} ,\mathbf {y} )}
- liniowe ze względu na drugą ze zmiennych, tzn. addytywne i jednorodne względem drugiej współrzędnej
{\displaystyle B(\mathbf {x} ,\mathbf {y} +\mathbf {z} )=B(\mathbf {x} ,\mathbf {y} )+B(\mathbf {x} ,\mathbf {z} )}
oraz
{\displaystyle B(\mathbf {x} ,c\,\mathbf {y} )=c\,B(\mathbf {x} ,\mathbf {y} )}

## Rodzaje form dwuliniowych
Na formy dwuliniowe nakłada się dodatkowe warunki.

### Forma refleksyjna
{\displaystyle B(\mathbf {x} ,\mathbf {y} )=0\Leftrightarrow B(\mathbf {y} ,\mathbf {x} )=0}

### Forma alternacyjna
{\displaystyle B(\mathbf {x} ,\mathbf {x} )=0}

### Forma symetryczna
{\displaystyle B(\mathbf {x} ,\mathbf {y} )=B(\mathbf {y} ,\mathbf {x} )}

### Forma antysymetryczna
Forma zwana też formą symplektyczną
{\displaystyle B(\mathbf {x} ,\mathbf {y} )=-B(\mathbf {y} ,\mathbf {x} )}

## Twierdzenia
Tw. 1: Forma dwuliniowa jest refleksywna wtedy i tylko wtedy, gdy jest symetryczna albo alternująca.
Tw. 2: W ciele charakterystyki różnej od 2 forma dwuliniowa jest antysymetryczna wtedy i tylko wtedy, gdy jest alternująca, a w ciele charakterystyki 2 forma dwuliniowa jest antysymetryczna wtedy i tylko wtedy, gdy jest symetryczna.

## Własności
W ciele charakterystyki różnej od 2 każdą formę dwuliniową {\displaystyle B} można przedstawić jednoznacznie w postaci sumy {\displaystyle B_{\mathrm {s} }+B_{\mathrm {a} }} formy symetrycznej {\displaystyle B_{\mathrm {s} }} i formy alternującej (antysymetrycznej) {\displaystyle B_{\mathrm {a} }}; w przypadku ciała charakterystyki 2 alternujące formy dwuliniowe są podzbiorem symetrycznych form dwuliniowych W ciele charakterystyki różnej od 2 symetryczna forma dwuliniowa {\displaystyle B(\mathbf {x} ,\mathbf {y} )} wyznaczona jest całkowicie przez wartości {\displaystyle B(\mathbf {x} ,\mathbf {x} )} „na przekątnej” – własność tę nazywa się polaryzacją (w szczególności {\displaystyle B\equiv 0\Leftrightarrow B(\mathbf {x} ,\mathbf {x} )=0)}). Oznacza to, że badanie tego rodzaju form dwuliniowych sprowadza się do badania form kwadratowych.
Z formą dwuliniową {\displaystyle B} można związać dwa przekształcenia liniowe {\displaystyle B_{\mathrm {L} },B_{\mathrm {R} }} z przestrzeni {\displaystyle V} w przestrzeń dualną {\displaystyle V^{*}} dane wzorami
{\displaystyle B_{\mathrm {L} }(\mathbf {x} )(\mathbf {y} )=B(\mathbf {x} ,\mathbf {y} )\quad {\mbox{ oraz }}\quad B_{\mathrm {R} }(\mathbf {y} )(\mathbf {x} )=B(\mathbf {x} ,\mathbf {y} ),}
oznaczane często odpowiednio {\displaystyle B(\mathbf {x} ,\cdot )} oraz {\displaystyle B(\cdot ,\mathbf {y} ),} gdzie kropka oznacza miejsce przyłożenia argumentu dla powstałej formy liniowej (por. currying w rachunku lambda).
Przekształcenie {\displaystyle B_{\mathrm {R} }} jest transpozycją (sprzężeniem) {\displaystyle B_{\mathrm {L} }} na obrazie {\displaystyle V} w drugiej przestrzeni dualnej {\displaystyle V^{**}} (i na odwrót). Jeżeli {\displaystyle V} jest skończeniewymiarowa, to istnieje naturalny izomorfizm między {\displaystyle V} a jej drugą dualną {\displaystyle V^{**},} dzięki czemu {\displaystyle B_{\mathrm {R} }} można uważać za transpozycję {\displaystyle B_{\mathrm {L} }} na {\displaystyle V.} W ten sposób dla danej formy dwuliniowej {\displaystyle B} można zdefiniować jej transpozycję (sprzężenie) {\displaystyle B^{*}} wzorem
{\displaystyle B^{*}(\mathbf {x} ,\mathbf {y} )=B(\mathbf {y} ,\mathbf {x} ).}
Rząd {\displaystyle B_{\mathrm {L} }} jest równy rzędowi {\displaystyle B_{\mathrm {R} };} nazywa się go rzędem formy dwuliniowej {\displaystyle B.} Jeśli rząd tych przekształceń jest pełny (tzn. równy wymiarowi przestrzeni), to {\displaystyle B_{\mathrm {L} }} i {\displaystyle B_{\mathrm {R} }} są izomorfizmami liniowymi {\displaystyle V\to V^{*}.} Wówczas formę dwuliniową {\displaystyle B} nazywa się niezdegenerowaną lub nieosobliwą (w przeciwnym przypadku nazywa się ją zdegenerowaną lub osobliwą); podobnie nazywa się wtedy samą przestrzeń dwuliniową {\displaystyle (V,B).} Gdy {\displaystyle V} jest skończeniewymiarowa, na mocy twierdzenia o rzędzie jest to równoważne trywialności jądra {\displaystyle B_{\mathrm {L} }.} Wówczas {\displaystyle B} jest niezdegenerowana wtedy i tylko wtedy, gdy dla wszystkich {\displaystyle \mathbf {y} } zachodzi
{\displaystyle B(\mathbf {x} ,\mathbf {y} )=0\Rightarrow \mathbf {x} =\mathbf {0} ,}
bądź (na mocy kontrapozycji) gdy dla każdego niezerowego wektora {\displaystyle \mathbf {x} } istnieje taki wektor {\displaystyle \mathbf {y} ,} dla którego {\displaystyle B(\mathbf {x} ,\mathbf {y} )\neq 0.} Własność tę przyjmuje się często jako definicję niezdegenerowania w przypadku przestrzeni skończonego wymiaru.
Dla dowolnego przekształcenia {\displaystyle \mathrm {A} \colon V\to V^{*}} wzór
{\displaystyle B(\mathbf {x} ,\mathbf {y} )=\mathrm {A} (\mathbf {x} )(\mathbf {y} ).}
definiuje formę dwuliniową {\displaystyle B} na przestrzeni {\displaystyle V.} Jest ona niezdegenerowana wtedy i tylko wtedy, gdy {\displaystyle \mathrm {A} } jest izomorfizmem.
Formy dwuliniowe {\displaystyle B_{1}} oraz {\displaystyle B_{2}} określone odpowiednio na {\displaystyle V_{1}} i {\displaystyle V_{2}} nazywa się równoważnymi, jeżeli istnieje taki izomorfizm {\displaystyle \mathrm {C} \colon V_{1}\to V_{2},} który spełniałby
{\displaystyle B_{2}{\big (}\mathrm {C} (\mathbf {x} ),\mathrm {C} (\mathbf {y} ){\big )}=B_{1}(\mathbf {x} ,\mathbf {y} ).}
Zapisanie obu form dwuliniowych we współrzędnych oznacza przejście do przestrzeni współrzędnych; powyższa definicja mówi wtedy, że za równoważne uważa się te formy dwuliniowe, dla których istnieje liniowa zamiana zmiennych między ich przedstawieniami (w przypadku form symetrycznych wystarczy zadbać o przejście wartości „na przekątnych”; zob. kolejną sekcję).
Przestrzeń liniową {\displaystyle V} z formą dwuliniową {\displaystyle B} tworzy przestrzeń dwuliniową {\displaystyle (V,B);} przestrzeń liniowa z symetryczną formą dwuliniową (tzw. „uogólnionym iloczynem skalarnym”) nazywa się przestrzenią ortogonalną, jeśli jest ona dodatkowo niezdegenerowana, to nazywa się ją przestrzenią unitarną; zaś przestrzeń z niezdegenerowaną formą dwuliniową alternującą to przestrzeń symplektyczna. Z kolei dwie przestrzenie liniowe związane (zwykle niezdegenerowaną) formą dwuliniową tworzą parę dwoistą.

## Macierz formy
W przypadku przestrzeni skończonego wymiaru {\displaystyle n} powyższe własności można przetłumaczyć na język macierzy. Ustalenie bazy {\displaystyle E=\{\mathbf {e} _{1},\dots ,\mathbf {e} _{n}\}} w {\displaystyle V} oznacza wybranie izomorfizmu {\displaystyle V\to K^{n}} odwzorowującego wektor {\displaystyle \mathbf {x} } w wektor współrzędnych {\displaystyle \mathbf {x} _{E},} którego współrzędne można zapisać w macierzy jednokolumnowej (tzw. wektorze kolumnowym) {\displaystyle \mathbf {X} .} Dzięki temu w zupełnie analogiczny sposób jak ma to miejsce dla przekształceń liniowych i ich macierzy działanie formy dwuliniowej {\displaystyle B(\mathbf {x} ,\mathbf {y} )} można zapisać w standardowej notacji macierzowej jako {\displaystyle \mathbf {X} \cdot \mathbf {BY} =\mathbf {X} ^{\mathrm {T} }\mathbf {BY} ,} gdzie kropka oznacza standardowy iloczyn skalarny przestrzeni współrzędnych {\displaystyle K^{n}.} Macierz kwadratową
{\displaystyle \mathbf {B} ={\big [}B(\mathbf {e} _{i},\mathbf {e} _{j}){\big ]}_{ij}}
stopnia {\displaystyle n} nazywa się wtedy macierzą formy dwuliniowej (macierzą funkcjonału dwuliniowego) {\displaystyle B} w bazie {\displaystyle E} (w przypadku przestrzeni unitarnej jest to odpowiednik macierzy Grama iloczynu skalarnego wyrażonego w tej bazie). Jest ona macierzą przekształcenia {\displaystyle B_{\mathrm {R} }} przy czym wybór ten jest arbitralny: macierz {\displaystyle \mathbf {B} } jest macierzą {\displaystyle B_{\mathrm {L} }} przy wyborze działania {\displaystyle B(\mathbf {x} ,\mathbf {y} )=\mathbf {BX} \cdot \mathbf {Y} =(\mathbf {BX} )^{\mathrm {T} }\mathbf {Y} .} Przekształceń {\displaystyle B_{\mathrm {L} },B_{\mathrm {R} }\colon V\to V^{*},} w przeciwieństwie do ich macierzy, nie można składać – podejście tłumaczące wynik złożenia macierzy na przekształcenia, a przy tym niewyróżniające żadnego z nich opisano dalej.
W przestrzeni z ustaloną bazą równoważność przedstawień (macierzy) form dwuliniowych wyraża się następująco: jeśli {\displaystyle E,F} są dwiema bazami {\displaystyle V,} to macierze {\displaystyle \mathbf {B} _{E}} i {\displaystyle \mathbf {B} _{F}} przekształcenia dwuliniowego {\displaystyle B} są przystające, tzn.
{\displaystyle \mathbf {B} _{F}=\mathbf {C} ^{\mathrm {T} }\mathbf {B} _{E}\mathbf {C} ,}
gdzie {\displaystyle \mathbf {C} } oznacza macierz zamiany współrzędnych {\displaystyle \mathrm {M} (\mathrm {id} )_{E}^{F}} od {\displaystyle E} do {\displaystyle F.} Ogólniej: macierze {\displaystyle \mathbf {A} } i {\displaystyle \mathbf {B} } są przystające, tzn.
{\displaystyle \mathbf {B} =\mathbf {C} ^{\mathrm {T} }\mathbf {A} \mathbf {C} ,}
dla pewnej macierzy odwracalnej {\displaystyle \mathbf {C} ,} gdy są macierzami tej samej formy dwuliniowej.
Wprost z definicji wynika, że forma dwuliniowa jest symetryczna bądź antysymetryczna wtedy i tylko wtedy, gdy jej macierz jest macierz symetryczna bądź antysymetryczna. Forma dwuliniowa jest alternująca wtedy i tylko wtedy, gdy jej macierz jest antysymetryczna i wszystkie elementy na głównej przekątnej są równe zeru (co wynika z antysymetryczności dla ciał o charakterystyce różnej od 2).
Jeśli macierz {\displaystyle \mathbf {B} } formy dwuliniowej {\displaystyle B} jest nieosobliwa (odwracalna), to samą formę {\displaystyle B} nazywa się niezdegenerowaną lub także nieosobliwą (podobnie mówi się wtedy o samej przestrzeni {\displaystyle (V,B)}); w przeciwnym przypadku formę (lub przestrzeń dwuliniową) nazywa się zdegenerowaną lub osobliwą. Rzędem formy dwuliniowej {\displaystyle B} bądź przestrzeni {\displaystyle (V,B)} nazywa się rząd macierzy {\displaystyle \mathbf {B} } tej formy (jest on dobrze określony, gdyż nie zależy od wyboru bazy ze względu na fakt, iż macierze przystające mają równe rzędy).

## Przykłady
- Przestrzeń trywialna (zerowymiarowa) ma jedną formę dwuliniową, która nie ma macierzy (ma macierz pustą, tzn. typu {\displaystyle 0\times 0}).
- Jeśli {\displaystyle K^{n}} jest przestrzenią współrzędnych z bazą standardową {\displaystyle \mathbf {e} _{1},\dots ,\mathbf {e} _{n},} to każda forma dwuliniowa {\displaystyle B(\mathbf {x} ,\mathbf {y} )} na tej przestrzeni liniowej jest postaci

{\displaystyle \sum _{i,j=1}^{n}x_{i}y_{j}b_{ij},}
gdzie {\displaystyle b_{ij}=B(\mathbf {e} _{i},\mathbf {e} _{j}).}
- Jeśli {\displaystyle x_{0}} jest ustalonym punktem przestrzeni liniowej {\displaystyle X^{*}} form (funkcjonałów) na {\displaystyle X,} to wzór

{\displaystyle B(f,g)=f(x_{0})g(x_{0})}
zadaje formę dwuliniową na tej przestrzeni.
- Jeśli {\displaystyle (V,B)} jest przestrzenią dwuliniową, zaś {\displaystyle W} jest podprzestrzenią {\displaystyle V,} to zawężenie {\displaystyle B} do {\displaystyle W} daje podprzestrzeń dwuliniową {\displaystyle (W,B|_{W}),} oznaczaną też po prostu {\displaystyle (W,B)} (konstrukcję tę można również przeprowadzić za pomocą przestrzeni ilorazowej); podprzestrzeń dziedziczy własności refleksywności, alternacyjności, symetryczności i antysymetryczności z przestrzeni wyjściowej, lecz niekoniecznie jej niezdegenerowania[j]; jeśli {\displaystyle K=\mathbb {R} ,} zaś {\displaystyle B} jest dodatnio określona (tzn. {\displaystyle B(\mathbf {x} ,\mathbf {x} )>0} dla dowolnego {\displaystyle \mathbf {x} \neq 0}), to własność ta zachodzi dla dowolnej niezerowej podprzestrzeni {\displaystyle W\subseteq V,} skąd {\displaystyle B|_{W}} jest również dodatnio określona, a zatem niezdegenerowana.
- Jeżeli {\displaystyle (V_{1},B_{1})} i {\displaystyle (V_{2},B_{2})} są przestrzeniami dwuliniowymi na tym samym ciałem, to suma prosta {\displaystyle V_{1}\oplus V_{2}} wraz z formą dwuliniową {\displaystyle (B_{1}\oplus B_{2})((\mathbf {x} _{1},\mathbf {x} _{2}),(\mathbf {y} _{1},\mathbf {y} _{2}))=B_{1}(\mathbf {x} _{1},\mathbf {y} _{1})+B_{2}(\mathbf {x} _{2},\mathbf {y} _{2})} staje się podprzestrzenią dwuliniową; jeśli obie formy {\displaystyle B_{1}} oraz {\displaystyle B_{2}} są jednocześnie symetryczne, alternujące, antysymetryczne bądź refleksywne, to {\displaystyle B_{1}\oplus B_{2}} również ma tę samą własność. Konstrukcję tę nazywa się ortogonalną sumą prostą przestrzeni {\displaystyle V_{1}} oraz {\displaystyle V_{2}.}[k]
- Jeśli {\displaystyle \mathrm {C} [a,b]} oznacza przestrzeń liniową funkcji ciągłych {\displaystyle [a,b]\to \mathbb {R} ,} to funkcja {\displaystyle \mathrm {I} \colon \mathrm {C} [a,b]\times \mathrm {C} [a,b]\to \mathbb {R} } dana wzorem

{\displaystyle \mathrm {I} (f,g)=\int \limits _{a}^{b}f(x)g(x)\ \mathrm {d} x}
definiuje zdegenerowaną formę dwuliniową na tej przestrzeni: nie jest ona surjektywna, gdyż np. forma delta Diraca należy do jej przestrzeni sprzężonej (topologicznie), ale nie ma wymaganej postaci; z drugiej strony forma {\displaystyle \mathrm {I} } spełnia skończeniewymiarową definicję niezdegenerowania.
- Każdy iloczyn skalarny na przestrzeni unitarnej jest niezdegenerowaną formą dwuliniową, gdyż jego macierz w dowolnej bazie (macierz Grama) jest odwracalna: wyznacznik układu liniowo niezależnego jest różny od zera bądź wynika to wprost z dodatniej określoności iloczynu skalarnego. Z definicji jest on także symetryczny.
- Niech dla przestrzeni {\displaystyle \mathbb {R} ^{n}} dobrane będą nieujemne liczby całkowite {\displaystyle p,q} spełniające {\displaystyle p+q=n.} Wzór

{\displaystyle \langle \mathbf {x} ,\mathbf {y} \rangle =x_{1}y_{1}+\ldots +x_{p}y_{p}-x_{p+1}y_{p+1}-\ldots -x_{n}y_{n},}
gdzie {\displaystyle \mathbf {x} =(x_{1},\dots ,x_{n})} oraz {\displaystyle \mathbf {y} =(y_{1},\dots ,y_{n}),} dany jest w notacji macierzowej jako
{\displaystyle \langle \mathbf {x} ,\mathbf {y} \rangle =\mathbf {X} {\begin{bmatrix}\mathbf {I} _{p}&{\boldsymbol {\Theta }}\\{\boldsymbol {\Theta }}&-\mathbf {I} _{q}\end{bmatrix}}\mathbf {Y} ,}
gdzie {\displaystyle \mathbf {X} =[x_{1}\ \dots \ x_{n}]} oraz {\displaystyle \mathbf {Y} =[y_{1}\ \dots \ y_{n}]^{\mathrm {T} },} zaś {\displaystyle \mathbf {I} _{k}} oznacza kwadratową podmacierz jednostkową stopnia {\displaystyle k,} a {\displaystyle {\boldsymbol {\Theta }}} oznacza podmacierz zerową, definiuje formę dwuliniową, która czyni z przestrzeni euklidesowej {\displaystyle \mathbb {R} ^{n}} tzw. przestrzeń pseudoeuklidesową {\displaystyle \mathbb {R} ^{p,q}.} Przypadki {\displaystyle \mathbb {R} ^{1,3}} oraz {\displaystyle \mathbb {R} ^{3,1}} to modele przestrzeni Minkowskiego. Z twierdzenia Sylvestera o bezwładności form kwadratowych wynika, że każda niezdegenerowana (rezygnując z nieosobliwości dopuszcza się zera na przekątnej), symetryczna forma dwuliniowa ma w pewnej bazie (przestrzeni liniowej nad ciałem charakterystyki różnej od 2) powyższą postać.

## Ortogonalność
Za pomocą formy dwuliniowej można wprowadzić pojęcie (uogólnionej) ortogonalności: wektory {\displaystyle \mathbf {x} } i {\displaystyle \mathbf {y} } są ortogonalne, co zapisuje się {\displaystyle \mathbf {x} \perp \mathbf {y} ,} względem dwuliniowej formy {\displaystyle B} wtedy i tylko wtedy, gdy
{\displaystyle B(\mathbf {x} ,\mathbf {y} )=0.}
Dla podprzestrzeni {\displaystyle W} oraz wektora {\displaystyle \mathbf {x} } przestrzeni {\displaystyle V} pisze się {\displaystyle \mathbf {x} \perp W,} jeżeli {\displaystyle \mathbf {x} \perp \mathbf {w} } dla wszystkich {\displaystyle \mathbf {w} } z przestrzeni {\displaystyle W;} podobnie {\displaystyle W\perp \mathbf {x} } oraz {\displaystyle U\perp W,} gdzie {\displaystyle U} jest pewną podprzestrzenią liniową (definicje te rozszerza się często na dowolne podzbiory). Relacja {\displaystyle \mathbf {x} \perp \mathbf {y} } nie musi pociągać, ani być pociągana przez {\displaystyle \mathbf {y} \perp \mathbf {x} .} Najważniejszymi formami dwuliniowymi są te, dla których relacja {\displaystyle \perp } jest symetryczna, tzn.
{\displaystyle \mathbf {x} \perp \mathbf {y} \Leftrightarrow \mathbf {y} \perp \mathbf {x} ,}
co ma miejsce wtedy i tylko wtedy, gdy forma ją definiująca jest refleksywna (tzn. symetryczna bądź alternująca). Wówczas dla dowolnej podprzestrzeni {\displaystyle W} można zdefiniować zbiór
{\displaystyle W^{\perp }=\{\mathbf {x} \colon \mathbf {x} \perp \mathbf {y} \mathrm {\;dla\;ka{\dot {z}}dego\;} \mathbf {y} \in W\}}
tworzący przestrzeń liniową (gdyż jest to jądro {\displaystyle B_{\mathrm {L} },} bądź {\displaystyle B_{\mathrm {R} }} na mocy symetryczności) nazywaną dalej podprzestrzenią ortogonalną do {\displaystyle W}; w literaturze częściej spotyka się nazwę „dopełnienie ortogonalne”, choć w ogólnym przypadku wcale nie musi być dopełnieniem, gdyż może się zdarzyć, iż {\displaystyle W+W^{\perp }\neq V.} Wektory należące do tej części wspólnej (tzw. podprzestrzeni izotropowej), tzn. wektory {\displaystyle \mathbf {x} } spełniające {\displaystyle \mathbf {x} \perp \mathbf {x} } (prostopadłe do samych siebie), nazywa się izotropowymi; wektory niespełniające tego warunku nazywane są czasem nieizotropowymi bądź anizotropowymi. Zachodzi wzór {\displaystyle \dim W+\dim W^{\perp }=\dim V}. Podprzestrzeń ortogonalna jest trywialna (czyli dana przestrzeń nie ma niezerowych wektorów izotropowych), tzn. przestrzeń {\displaystyle V} jest sumą prostą {\displaystyle W\oplus W^{\perp },} wtedy i tylko wtedy, gdy forma dwuliniowa jest niezdegenerowana (jedynym anizotropowym wektorem przestrzeni unitarnej jest zero, gdyż dodatnia określoność iloczynu skalarnego pociąga jego niezdegenerowanie, zob. przedostatni przykład). Wówczas dla dowolnych podprzestrzeni {\displaystyle W_{1},W_{2}} przestrzeni {\displaystyle V} jest {\displaystyle (W_{1}+W_{2})^{\perp }=W_{1}^{\perp }\cap W_{2}^{\perp }} oraz {\displaystyle (W_{1}\cap W_{2})^{\perp }=W_{1}^{\perp }+W_{2}^{\perp }} i zachodzi również {\displaystyle \left(W^{\perp }\right)^{\perp }=W,} zaś podprzestrzeń {\displaystyle W} jest niezdegenerowana wtedy i tylko wtedy, gdy {\displaystyle W^{\perp }} jest niezdegenerowana. Warunki {\displaystyle V=W\oplus W^{\perp }} oraz {\displaystyle \dim V=\dim W+\dim W^{\perp }} nie są równoważne – pierwszy pociąga drugi, lecz implikacja odwrotna jest fałszywa: podprzestrzenie {\displaystyle W} i {\displaystyle W^{\perp }} mogą mieć nietrywialne przecięcie, choć suma ich wymiarów może uzupełniać się do wymiaru przestrzeni; zgodnie z powyższymi obserwacjami wspomniana równość dotycząca wymiarów jest prawdziwa, gdy {\displaystyle V} jest niezdegenerowana, a {\displaystyle W} jest dowolna albo gdy {\displaystyle V} jest dowolna, a {\displaystyle W} jest niezdegenerowana.
Układ {\displaystyle (\mathbf {x} _{i})_{i}} wektorów przestrzeni {\displaystyle V} nazywa się ortogonalnym, jeżeli dla dowolnych {\displaystyle i\neq j} zachodzi {\displaystyle \mathbf {x} _{i}\perp \mathbf {x} _{j}.} Dowolny układ ortogonalny wektorów anizotropowych jest liniowo niezależny. W przypadku przestrzeni skończonego wymiaru wyposażonej w symetryczną formę dwuliniową jej bazę nazywa się ortogonalną, jeżeli tworzy ona układ ortogonalny; niech {\displaystyle \{\mathbf {e} _{1},\dots ,\mathbf {e} _{n}\}} oznacza bazę ortogonalną przestrzeni {\displaystyle V.} Geometrycznie stanowi ona rozkład {\displaystyle V} na ortogonalną sumę prostą {\displaystyle W_{1}\oplus \ldots \oplus W_{n}} prostych {\displaystyle W_{i}=K\mathbf {e} _{i}.} Pojęcie bazy ortonormalnej, czyli takiej bazy ortogonalnej, dla której {\displaystyle B(\mathbf {e} _{i},\mathbf {e} _{i})=1} (znanej z przestrzeni euklidesowych) nie znajduje właściwie zastosowań w ogólnej sytuacji, gdyż może ona po prostu nie istnieć. Każda skończeniewymiarowa przestrzeń ortogonalna nad ciałem charakterystyki różnej od 2 ma bazę ortogonalną (wynika stąd, że każda macierz symetryczna przystaje do macierzy diagonalnej, zob. ostatni przykład; ponadto {\displaystyle V} jest niezdegenerowana wtedy i tylko wtedy, gdy {\displaystyle \mathbf {e} _{i}\not \perp \mathbf {e} _{i}} gdzie {\displaystyle \mathrm {PG} (V)} oznacza zbiór wszystkich podzbiorów przestrzeni {\displaystyle V} tworzący przestrzeń rzutową, nazywa się biegunowością ortogonalną na przestrzeni {\displaystyle \mathrm {PG} (W).} W ten sposób powstają wszystkie biegunowości ortogonalne, a dwie symetryczne formy dwuliniowe indukują tę samą biegunowość wtedy i tylko wtedy, gdy są równe co do mnożenia przez skalar.

## Symplektyczność
Zamieniając warunek symetryczności formy dwuliniowej na alternacyjność można wprowadzić analogon baz ortogonalnych w postaci tzw. baz symplektycznych. Niech dana będzie przestrzeń {\displaystyle (V,B)} z niezdegenerowaną formą dwuliniową alternującą. Wówczas jej wymiar {\displaystyle \dim V=2m} jest dodatnią liczbą parzystą. Bazą symplektyczną przestrzeni {\displaystyle V} nazywa się układ wektorów {\displaystyle \mathbf {e} _{1},\mathbf {f} _{1},\dots ,\mathbf {e} _{m},\mathbf {f} _{m},} który spełnia {\displaystyle B(\mathbf {e} _{i},\mathbf {f} _{i})=1} oraz dla której płaszczyzny {\displaystyle \langle \mathbf {e} _{i}\rangle +\langle \mathbf {f} _{i}\rangle } są ortogonalne. Ponadto z alternacyjności wynika {\displaystyle B(\mathbf {f} _{i},\mathbf {e} _{i})=-1.} Dowolne dwie przestrzenie z niezdegenerowaną formą dwuliniową alternującą są równoważne; w szczególności w przestrzeni ustalonego parzystego wymiaru istnieje tylko jedna niezdegenerowana, alternująca forma dwuliniowa. Formę dwuliniową na {\displaystyle K^{2m},} która ma w bazie standardowej {\displaystyle \mathbf {e} _{1},\mathbf {f} _{1},\dots ,\mathbf {e} _{m},\mathbf {f} _{m}} macierz złożoną z klatek postaci {\displaystyle \left[{\begin{smallmatrix}0&1\\-1&0\end{smallmatrix}}\right]} na głównej przekątnej i podmacierzy zerowych {\displaystyle {\boldsymbol {\Theta }}} w pozostałych miejscach, nazywa się standardową formą alternującą bądź formą objętości na tej przestrzeni. W bazie Darboux {\displaystyle \mathbf {e} _{1},\dots ,\mathbf {e} _{m},\mathbf {f} _{1},\dots ,\mathbf {f} _{m}} ma ona postać
{\displaystyle \mathbf {B} ={\begin{bmatrix}{\boldsymbol {\Theta }}&\mathbf {I} _{m}\\\mathbf {-I} _{m}&{\boldsymbol {\Theta }}\end{bmatrix}},}
gdzie {\displaystyle \mathbf {I} _{m}} jest podmacierzą jednostkową stopnia {\displaystyle m.}
Jak wspomniano wyżej, pojęcie podprzestrzeni ortogonalnej można również zdefiniować dla form alternujących; podprzestrzeń {\displaystyle W} nazywa się
- symplektyczną, jeżeli {\displaystyle W^{\perp }\cap W=\{\mathbf {0} \},} co ma miejsce wtedy i tylko wtedy, gdy {\displaystyle B} zawężona do {\displaystyle W} jest niezdegenerowana.
- izotropową, jeśli {\displaystyle W\subseteq W^{\perp },} co zachodzi wtedy i tylko wtedy, gdy {\displaystyle B} zawężona do {\displaystyle W} jest tożsamościowo równa zeru (każda podprzedstrzeń jednowymiarowa jest izotropowa).
- koizotropową, gdy {\displaystyle W^{\perp }\subseteq W,} czyli wtedy i tylko wtedy, gdy {\displaystyle B} przeniesiona na przestrzeń ilorazową {\displaystyle W/W^{\perp }} jest niezdegenerowana, co jest równoważne izotropowości {\displaystyle W^{\perp }} (każda podprzestrzeń kowymiaru 1 jest koizotropowa).
- Lagrange’a, jeżeli {\displaystyle W=W^{\perp },} tzn. gdy jest zarazem izotropowa i koizotropowa; w przestrzeniach skończonego wymiaru podprzestrzenie te mają wymiar równy połowie wymiaru {\displaystyle V;} każdą podprzestrzeń izotropową można rozszerzyć tak, by była Lagrange’a (zob. grassmannian Lagrange'a).

Wyznacznik dowolnej nieosobliwej macierzy alternującej (antysymetrycznej) {\displaystyle \mathbf {M} } nad ciałem {\displaystyle K} jest kwadratem pewnej liczby z {\displaystyle K}, nazywa się go pfaffianem {\displaystyle \mathrm {Pf} (\mathbf {M} )} tej macierzy – jest to zatem uniwersalna konstrukcja pierwiastka wyznacznika odwracalnych macierzy alternujących (z dokładnością do znaku). Dla dowolnych macierzy kwadratowych {\displaystyle \mathbf {M} } i {\displaystyle \mathbf {C} } parzystego stopnia {\displaystyle n} zachodzi ponadto
{\displaystyle \mathrm {Pf} \left(\mathbf {C} ^{\mathrm {T} }\mathbf {MC} \right)=\det \mathbf {C} \ \mathrm {Pf} \,\mathbf {M} ,}
gdzie {\displaystyle \mathbf {M} } jest macierzą alternującą. Dodatkowo {\displaystyle \mathrm {Pf} \left(\mathbf {M} ^{\mathrm {T} }\right)=(-1)^{n/2}\mathrm {Pf} \,\mathbf {M} .} Jeżeli {\displaystyle \mathbf {M} } jest nieodwracalna, to {\displaystyle \mathrm {Pf} \,\mathbf {M} =0;} jeśli {\displaystyle \mathbf {C} } jest macierzą zamiany współrzędnych do bazy standardowej odwracalnej macierzy {\displaystyle \mathbf {M} } (tzn. {\displaystyle \mathbf {M} } i {\displaystyle \mathbf {C} } są takimi macierzami odwracalnymi, że {\displaystyle \mathbf {C} ^{\mathrm {T} }\mathbf {MC} } jest standardową formą alternującą na przestrzeni), to {\displaystyle \mathrm {Pf} \,\mathbf {M} =1/\det \mathbf {C} .}

## Iloczyny tensorowe
O formach dwuliniowych na przestrzeni liniowej można myśleć jak o przekształceniach liniowych danej przestrzeni w przestrzeń dualną, co opisano w sekcji o macierzy formy; konstrukcja iloczynu tensorowego umożliwia traktowanie form dwuliniowych jako przekształceń liniowych: na mocy własności uniwersalnej iloczynu tensorowego forma dwuliniowa {\displaystyle B} na przestrzeni liniowej {\displaystyle V} nad ciałem {\displaystyle K} pozostaje we wzajemnie jednoznacznej odpowiedniości z formą liniową {\displaystyle V\otimes _{K}V\to K} daną wzorem
{\displaystyle \mathbf {x} \otimes \mathbf {y} \mapsto B(\mathbf {x} ,\mathbf {y} ).}
Z definicji formy liniowe tworzą przestrzeń dualną; w ten sposób przestrzeń {\displaystyle \mathrm {Bil} (V)} form dwuliniowych na {\displaystyle V} jest naturalnie izomorficzna z {\displaystyle (V\otimes _{K}V)^{*},} którą można z kolei w naturalny sposób utożsamiać z {\displaystyle V^{*}\otimes V^{*}=\left(V^{*}\right)^{\otimes 2}} poprzez odwzorowanie {\displaystyle (\varphi \otimes \psi )(\mathbf {x} \otimes \mathbf {y} )=\varphi (\mathbf {x} )\psi (\mathbf {y} ).} Spojrzenie to tłumaczy zatem, złożeniem których przekształceń liniowych jest mnożenie macierzy form dwuliniowych.
Niech {\displaystyle \mathrm {Hom} _{K}(V,W)} oznacza przestrzeń liniową przekształceń liniowych {\displaystyle V\to W.} Przekształceniu dwuliniowemu {\displaystyle V\times W\to U,} gdzie {\displaystyle U,V,W} są dowolnymi przestrzeniami liniowymi nad ciałem {\displaystyle K} odpowiada przekształcenie liniowe {\displaystyle V\otimes _{K}W\to U,} przy czym zachodzą następujące izomorfizmy naturalne:
{\displaystyle \mathrm {Hom} _{K}(V\otimes _{K}W,U)\simeq \mathrm {Hom} _{K}{\big (}V,\mathrm {Hom} _{K}(W,U){\big )}}
oraz
{\displaystyle \mathrm {Hom} _{K}(V\otimes _{K}W,U)\simeq \mathrm {Hom} _{K}{\big (}W,\mathrm {Hom} _{K}(V,U){\big )}.}
Pierwszy z nich przekształca {\displaystyle \mathrm {A} \in \mathrm {Hom} _{K}(V\otimes _{K}W,U)} w {\displaystyle \mathbf {x} \mapsto [\mathbf {y} \mapsto \mathrm {A} (\mathbf {x} \otimes \mathbf {y} )],} drugi zaś w {\displaystyle \mathbf {y} \mapsto [\mathbf {x} \mapsto \mathrm {A} (\mathbf {x} \otimes \mathbf {y} )].} Jeśli {\displaystyle V=W,} a {\displaystyle U=K} (ciało taktowane jako jednowymiarowa przestrzeń liniowa nad sobą), to stają się one dwoma różnymi izomorfizmami {\displaystyle (V\otimes _{K}V)^{*}} na {\displaystyle \mathrm {Hom} _{K}(V,V^{*}),} mianowicie {\displaystyle B\mapsto B_{\mathrm {L} }} oraz {\displaystyle B\mapsto B_{\mathrm {R} }.}
Dwie szczególne klasy form dwuliniowych, formy symetryczne oraz alternujące, można opisać w języku potęg symetrycznej i zewnętrznej. Forma symetryczna postrzegana jako forma liniowa {\displaystyle V\otimes _{K}V\to K} jest symetryczna, jeżeli znikają dla niej wszystkie tensory postaci {\displaystyle \mathbf {x} \otimes \mathbf {y} -\mathbf {y} \otimes \mathbf {x} } i alternująca, jeśli znikają dla niej tensory postaci {\displaystyle \mathbf {x} \otimes \mathbf {x} .} W ten sposób forma dwuliniowa symetryczna może być traktowana jako forma liniowa {\displaystyle \mathrm {Sym} ^{2}(V)\to K} odwzorowująca {\displaystyle \mathbf {x} \cdot \mathbf {y} \mapsto B(\mathbf {x} ,\mathbf {y} ),} gdzie kropka oznacza iloczyn symetryczny (wewnętrzny) w {\displaystyle \mathrm {Sym} ^{2}(V);} formy alternujące utożsamia się z kolei z przekształceniami {\displaystyle \mathrm {Alt} ^{2}(V)\to K} danymi wzorem {\displaystyle \mathbf {x} \wedge \mathbf {y} \mapsto B(\mathbf {x} ,\mathbf {y} ),} gdzie {\displaystyle \wedge } oznacza iloczyn alternujący (zewnętrzny). Ponieważ formy liniowe tworzą przestrzeń dualną, to symetryczne formy dwuliniowe są elementami {\displaystyle \mathrm {Sym} ^{2}(V)^{*},} zaś alternujące formy dwuliniowe to elementy {\displaystyle \mathrm {Alt} ^{2}(V)^{*},} przy czym można utożsamić te przestrzenie odpowiednio z drugą potęgą symetryczną {\displaystyle \mathrm {Sym} ^{2}(V^{*})} i drugą potęgą zewnętrzną {\displaystyle \mathrm {Alt} ^{2}(V^{*})} przestrzeni {\displaystyle V^{*}.}
Ponieważ {\displaystyle \mathrm {Sym} ^{2}(V)} i {\displaystyle \mathrm {Alt} ^{2}(V)} są dobrze określone jako przestrzenie ilorazowe {\displaystyle V^{\otimes 2},} to poza ciałem charakterystyki 2 można je utożsamiać z odpowiednimi podprzestrzeniami {\displaystyle V^{\otimes 2},} mianowicie pisząc {\displaystyle \mathbf {x} \otimes \mathbf {y} +\mathbf {y} \otimes \mathbf {x} } zamiast {\displaystyle \mathbf {x} \cdot \mathbf {y} \in \mathrm {Sym} ^{2}(V)} oraz {\displaystyle \mathbf {x} \otimes \mathbf {y} -\mathbf {y} \otimes \mathbf {x} } w miejsce {\displaystyle \mathbf {x} \wedge \mathbf {y} \in \mathrm {Alt} ^{2}(V).} W ten sposób {\displaystyle V^{\otimes 2}=\mathrm {Sym} ^{2}(V)\oplus \mathrm {Alt} ^{2}(V)} na mocy wzoru {\displaystyle \mathbf {x} \otimes \mathbf {y} ={\tfrac {1}{2}}(\mathbf {x} \otimes \mathbf {y} +\mathbf {y} \otimes \mathbf {x} )+{\tfrac {1}{2}}(\mathbf {x} \otimes \mathbf {y} -\mathbf {y} \otimes \mathbf {x} ).} Zamieniając {\displaystyle V} na {\displaystyle V^{*}} otrzymuje się {\displaystyle \left(V^{*}\right)^{\otimes 2}=\mathrm {Sym} ^{2}(V^{*})\oplus \mathrm {Alt} ^{2}(V^{*})} poza ciałem charakterystyki 2, czyli przedstawienie ogólnej formy dwuliniowej w postaci jednoznacznej sumy form dwuliniowych symetrycznej i antysymetrycznej (zob. własności).

## Zastosowania
Teoria form dwuliniowych znajduje zastosowanie w wielu działach matematyki:
- w analizie wielowymiarowej formą dwuliniową jest druga pochodna w przestrzeni euklidesowej – przy odpowiednich założeniach (twierdzenie Clairaut bądź Schwarza) jest ona symetryczna (a jej macierzą w ustalonej bazie jest macierz Hessego)
- w rachunku wariacyjnym określoność tej formy dwuliniowej mówi o kształcie hiperpowierzchni (ekstremum, siodło) wokół punktu krytycznego danej formy (funkcjonału)
- w geometrii rzutowej formy dwuliniowe służą ustaleniu dualności i umożliwiają zdefiniowanie kolineacji, a przede wszystkim korelacji (konstrukcja dopełnienia ortogonalnego dla niezdegenerowanej formy dwuliniowej stanowi jej uogólnienie), dodanie warunku inwolutywności korelacji pozwala na badanie biegunowości
- w analizie funkcjonalnej ograniczone i eliptyczne (koercywne) formy dwuliniowe na przestrzeni Hilberta występujące w twierdzeniu Laxa-Milgrama mówią o jednoznaczności słabych rozwiązań eliptycznych równań różniczkowych cząstkowych (z różnymi zagadnieniami brzegowymi), w tym równania Poissona pojawiającego się m.in. w elektrostatyce czy w problemach mechaniki ośrodków ciągłych;
- rzeczywiste przestrzenie liniowe wyposażone w niezdegenerowane dwuliniowe formy alternujące są lokalnymi modelami dla przestrzeni fazowych w mechanice hamiltonowskiej.
- dodatnio określone, symetryczne formy dwuliniowe odgrywają istotną rolę w analizie (rzeczywiste przestrzenie Hilberta), jak i w geometrii (rozmaitości riemannowskie);
- niezdegenerowane symetryczne formy dwuliniowe pojawiają się w szczególnej teorii względności, gdzie bada się przestrzenie pseudoeuklidesowe (zob. ostatni przykład)
- niezdegenerowane symetryczne formy dwuliniowe pojawiają się w ogólnej teorii względności, gdzie bada się rozmaitości pseudoriemannowskie